# Сан-Мартин-де-лос-Андес
Сан-Мартин-де-лос-Андес (исп. San Martín de los Andes) — город и муниципалитет в департаменте Лакар провинции Неукен (Аргентина), административный центр департамента.

## История
Когда после кампании аргентинской армии по изгнанию индейцев, вошедшей в историю как «Завоевание пустыни», эти земли перешли под контроль аргентинского правительства, возник территориальный спор между Чили и Аргентиной: Аргентина считала, что граница между странами должна проходить по линии самых высоких горных вершин, а Чили — что по линии водораздела (а находящееся здесь озеро Лакар принадлежит к бассейну Тихого океана, а не Атлантического). Поэтому эта территория тридцать лет оставалась под управлением аргентинских военных, и когда в 1898 году был основан населённый пункт — то его улицы получили имена военных деятелей.
В 1902 году британский арбитраж признал эту территорию принадлежащей Аргентине, и в 1907 году эти земли были переданы под управление гражданской администрации. В 1937 году был создан Национальный парк Ланин, и во второй половине XX века основой местной экономики стал туризм.